# ألبير كامو
ألبير كامو (بالفرنسية: Albert Camus) (7 نوفمبر 1913 - 4 يناير 1960) فيلسوف عبثي وكاتب مسرحي وروائي فرنسي. ولد في قرية الذرعان التي تعرف أيضاً ببلدة مندوفى بمدينة الطارف في اقصى شرق الجزائر، في بيئة شديدة الفقر من أب فرنسي يدعى لوسيان كامو، ، قُتل والده بعد مولده بعام واحد في إحدى معارك الحرب العالمية الأولى، ومن أم أسبانية مصابة بالصمم.
عاشت أمه مع عدد من أقاربها في جو قريب من العدم في حي بلكور في الجزائر العاصمة، لعبت هويته والفقر الذي عاناه في طفولته دورا كبيرا على المنحى الذي اخذته حياته. اهتم ألبير كامو في شبابه برياضتي السباحة وكرة القدم، وكان حارسا في فريق الشباب لراسنج الجزائر العاصمة حتى اضطر للتوقف عن الرياضة بسبب إصابته بـمرض السل في سن السابعة عشرة. جعلته ممارسته لكرة القدم يقول جملته المشهورة «كل ما أعرفه عن الأخلاق، أدين به لكرة القدم».

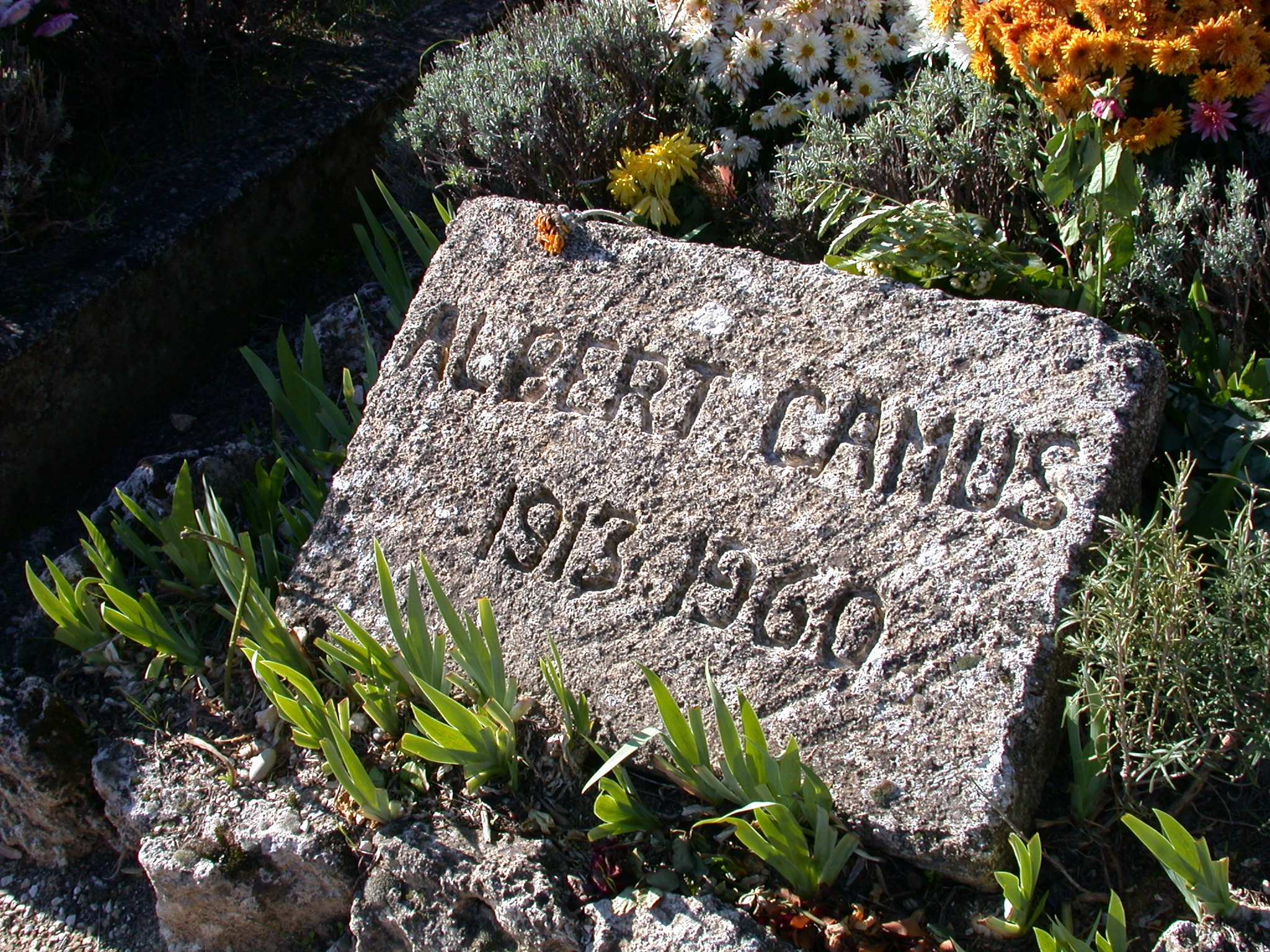
شاهد قبر ألبير كامو

تمكن ألبير من إنهاء دراسته الثانوية، ثم تعلم بجامعة الجزائر من خلال المنح الدراسية وذلك لتفوقه ونبوغه، حتى تخرج من قسم الفلسفة بكلية الآداب. انضم للمقاومة الفرنسية أثناء الاحتلال الألماني، وأصدر مع رفاقه في خلية الكفاح نشرة باسمها. ما لبثت بعد تحرير باريس أن تحولت إلى صحيفة Combat «الكفاح» اليومية التي تتحدث باسم المقاومة الشعبية، واشترك في تحريرها جان بول سارتر. في عام 1935 إلى الحزب الشيوعي الفرنسي، ثم تركه. ورغم أنه كان روائيا وكاتبا مسرحيا في المقام الأول، إلا أنه كان فيلسوفا. وكانت مسرحياته ورواياته عرضا أمينا لفلسفته في الوجود والحب والموت والثورة والمقاومة والحرية، وكانت فلسفته تعايش عصرها، وأهلته لجائزة نوبل فكان ثاني أصغر من نالها من الأدباء.

## مسيرته الأدبية
أول منشور لكامو مسرحية سميت الثورة في أستورياس كتبها مع ثلاثة من أصدقائه في مايو 1936. موضوعها هو ثورة عمال المناجم عام 1934 والتي قمعتها الحكومة الإسبانية بوحشية، مما أدى إلى مقتل ما بين 1500 إلى 2000 شخص. في مايو 1937، كتب كتابه الأول الوجه والقفا (بين بين، والذي تُرجم أيضًا باسم الجانب الخطأ والجانب الأيمن). نشرتهما دار النشر الصغيرة لإدموند شارلوت.
قسم كامو عمله إلى ثلاث مراحل. تتكون كل مرحلة من رواية ومقالة ومسرحية. الأولى دورة العبث تكونت من الغريب، وأسطورة سيزيف، وكاليغولا. الثانية دورة التمرد التي شملت الطاعون، والمتمرد، والعادلون. أما الدورة الثالثة، وهي دورة الحب، وتكونت من نيميسيس. كانت كل مرحلة عبارة عن فحص لموضوع ما باستخدام أسطورة وثنية وتضمين رموز كتابية.
نُشرت الكتب في المرحلة الأولى بين عامي 1942 و1944، لكن الموضوع كان قد تبلور في وقت سابق، على الأقل منذ عام 1936. من خلال هذه المرحلة، هدف كامو إلى طرح سؤال حول العادة البشرية، ومناقشة العالم باعتباره مكانًا عبثيًا، وتحذير الإنسانية من عواقب الشمولية.
بدأ كامو عمله في المرحلة الثانية أثناء وجوده في الجزائر، في الأشهر الأخيرة من عام 1942، بينما كان الألمان يصلون إلى شمال إفريقيا. في المرحلة الثانية، استخدم كامو بروميثيوس، الذي يصوره على أنه إنساني ثوري، لتسليط الضوء على الفروق الدقيقة بين الثورة والتمرد. يحلل كامو مختلف جوانب التمرد، بما في ذلك ميتافيزيقيته، واتصاله بالسياسة، ويفحصه من خلال عدسة الحداثة، والتاريخية، وغياب الإله.
بعد حصوله على جائزة نوبل للأدب، جمع كامو أفكاره المناهضة للحرب، ووضّحها، ونشرها في كتاب الأحداث الحالية الجزء الثالث: سجلات الجزائر 1839-1958 (وقائع جزائرية). ثم قرر أن ينأى بنفسه عن حرب الجزائر، إذ وجد العبء النفسي ثقيلًا جدًا. اتجه إلى المسرح وبدأ العمل على المرحلة الثالثة التي كانت تدور حول الحب والإلهة نيميسيس، إلهة الانتقام في الأساطير اليونانية والرومانية.
نُشرت اثنين من أعمال كامو بعد وفاته. الأولى بعنوان الموت السعيد 1971 وهي رواية كتبت بين عامي 1936 و1938. يتضمن الكتاب شخصية تُدعى باتريس ميرسو وتُقارن بشخصية ميرسو من رواية الغريب. هناك جدل علمي حول العلاقة بين الكتابين. أما الثانية فهي رواية غير مكتملة (الرجل الأول، نشرت عام 1994)، والتي كان كامو يكتبها قبل وفاته. لقد كان عملًا عن سيرته الذاتية عن طفولته في الجزائر، ونشرها في عام 1994 أثار إعادة تقييم واسعة النطاق لكامو الذي ظهر مؤيدًا للاستعمار غير نادمِ عليه.
| السنوات   | أسطورة وثنية | رموز كتابية                                                    | الرواية     | المسرحية                                                  |
| 1937-1942 | سيزيف        | الاغتراب، المنفى                                               | الغريب      | كاليغولا سوء الفهم                                        |
| 1943-1952 | بروميثيوس    | التمرد                                                         | الطاعون     | حالة الحصار العادلون                                      |
| 1952-1958 |              | الشعور بالذنب، السقوط؛ المنفى والمملكة. يوحنا المعمدان، المسيح | السقطة      | الممسوسين (تعديل عن رواية لدوستويفسكي) مرثية راهبة لفوكنر |
| 1958-     | نيميسيس      | المملكة                                                        | الرجل الأول |                                                           |

## موقفه السياسي
كان كامو أخلاقيًا، وادعى أن الأخلاق ينبغي أن توجه السياسة. على الرغم من أنه لم ينكر أن القيم الأخلاقية تتغير مع مرور الوقت، لكنه رفض الرؤية الماركسية التقليدية التي تعتبر أن العلاقات المادية التاريخية تحدد الأخلاق.
انتقد كامو أيضًا بشدة الماركسية اللينينية، خاصة في حالة الاتحاد السوفيتي، الذي اعتبره شموليًا. وبخ كامو أولئك المتعاطفين مع النموذج السوفيتي و«قرارهم بتسمية حرية العبودية الكاملة». هو من أنصار الاشتراكية التحررية، وذكر أن الاتحاد السوفيتي لم يكن اشتراكيًا وأن الولايات المتحدة لم تكن ليبرالية. أدى انتقاده للاتحاد السوفييتي إلى اصطدامه بآخرين من اليسار السياسي، وعلى الأخص مع صديقه جان بول سارتر.
نشط في المقاومة الفرنسية للاحتلال النازي لفرنسا خلال الحرب العالمية الثانية، كتب كامو وحرّر مجلة كامبات. عن التعاون الفرنسي مع المحتلين الألمان، كتب: «القيمة الأخلاقية الوحيدة الآن هي الشجاعة، وهي مفيدة هنا للحكم على الدمى والمثرثرين الذين يتظاهرون بالتحدث باسم الشعب». بعد تحرير فرنسا، علق كامو: «هذا البلد لا يحتاج إلى تاليران، بل إلى قديس عادل». سرعان ما غيرت واقع محاكم ما بعد الحرب رأيه: فقد عكس كامو موقفه علنًا وأصبح معارضًا مدى الحياة لعقوبة الإعدام.
كان لدى كامو تعاطف مع الفكر اللاسلطوي، وزاد هذا التعاطف في الخمسينيات من القرن العشرين عندما توصل إلى قناعة بأن النموذج السوفيتي مفلس من الناحية الأخلاقية. كان كامو ضد أي نوع من الاستغلال، والسلطة، والملكية، والدولة، والمركزية. ومع ذلك، فقد عارض الثورة، وفصل المتمرد عن الثوري، واعتقد أن الإيمان «بالحقيقة المطلقة»، والذي غالبًا ما يتخذ شكل التاريخ أو العقل، يلهم الثوري ويؤدي إلى نتائج مأساوية. اعتقد أن التمرد يحفزه غضبنا إزاء افتقار العالم إلى الأهمية المتعالية، في حين أن التمرد السياسي هو ردنا على الهجمات ضد كرامة الفرد واستقلاله. عارض كامو العنف السياسي، ولم يتسامح معه إلا في حالات نادرة ومحددة بشكل ضيق للغاية، بالإضافة إلى الإرهاب الثوري الذي اتهمه بالتضحية بأرواح الأبرياء على مذبح التاريخ.
يعتبر أستاذ الفلسفة ديفيد شيرمان كامو نقابيًا لاسلطويًا. يعتبر غرايم نيكلسون كامو لاسلطويًا وجوديًا.
قدمه اللاسلطوي أندريه برودومو لأول مرة في اجتماع لدائرة الطلاب اللاسلطوية في عام 1948 باعتباره متعاطفًا على دراية بالفكر اللاسلطوي. كتب كامو منشورات لاسلطوية مثل الليبرالية، والثورة البروليتارية، وتضامن العمال، وهي هيئة «الاتحاد الوطني للعمل» النقابي اللاسلطوي.
حافظ كامو على موقف محايد خلال الثورة الجزائرية (1954-1962). بينما كان ضد عنف جبهة التحرير الوطني، فقد اعترف بالظلم والوحشية التي فرضتها فرنسا الاستعمارية. كان داعمًا للحزب الاشتراكي الموحد بزعامة بيير منديس فرانس ونهجه في التعامل مع الأزمة، ودعا منديس فرانس إلى المصالحة. دعم كامو أيضًا المناضل الجزائري ذو التفكير المماثل، عزيز كيسوس. سافر كامو إلى الجزائر للتفاوض على هدنة بين الطرفين المتحاربين، لكنه قوبل بعدم الثقة من قبل جميع الأطراف. في إحدى الحوادث، التي غالبًا ما يُخطئ باقتباسها، واجه كامو ناقدًا جزائريًا خلال خطاب قبول جائزة نوبل عام 1957 في ستوكهولم، رافضًا التكافؤ الزائف بين العدالة والإرهاب الثوري: «الناس الآن يزرعون القنابل في خطوط الترام في الجزائر العاصمة. قد تكون والدتي في أحد خطوط الترام تلك. إذا كانت هذه هي العدالة، فأنا أفضل والدتي». ووصف النقاد الرد بالرجعي والناتج عن موقف استعماري.
انتقد كامو بشدة انتشار الأسلحة النووية وقصف هيروشيما وناغازاكي. في الخمسينيات من القرن العشرين، كرّس كامو جهوده لحقوق الإنسان. في عام 1952، استقال من عمله في اليونسكو عندما قبلت الأمم المتحدة إسبانيا، تحت قيادة القائد العام الكاديلو فرانثيسكو فرانكو، عضوًا. حافظ كامو على سلميته وقاوم عقوبة الإعدام في أي مكان في العالم. كتب مقالًا ضد عقوبة الإعدام بالتعاون مع آرثر كوستلر، الكاتب والمفكر ومؤسس رابطة مناهضة عقوبة الإعدام بعنوان تأملات في عقوبة الإعدام، التي نشرها كالمان ليفي عام 1957.
جنبًا إلى جنب مع ألبرت أينشتاين، كان كامو أحد رعاة المؤتمر العالمي للشعوب، المعروف أيضًا باسم الجمعية التأسيسية العالمية للشعوب، والذي انعقد بين عامي 1950 و1951 في القصر الانتخابي في جنيف، سويسرا.

## رواياته
- السقوط (1956).
- الغريب.
- الطاعون.
- السقطة
- المقصلة
- الإنسان المتمرد
- إسطورة سيزيف
- الموت السعيد
- المنفى والملكوت

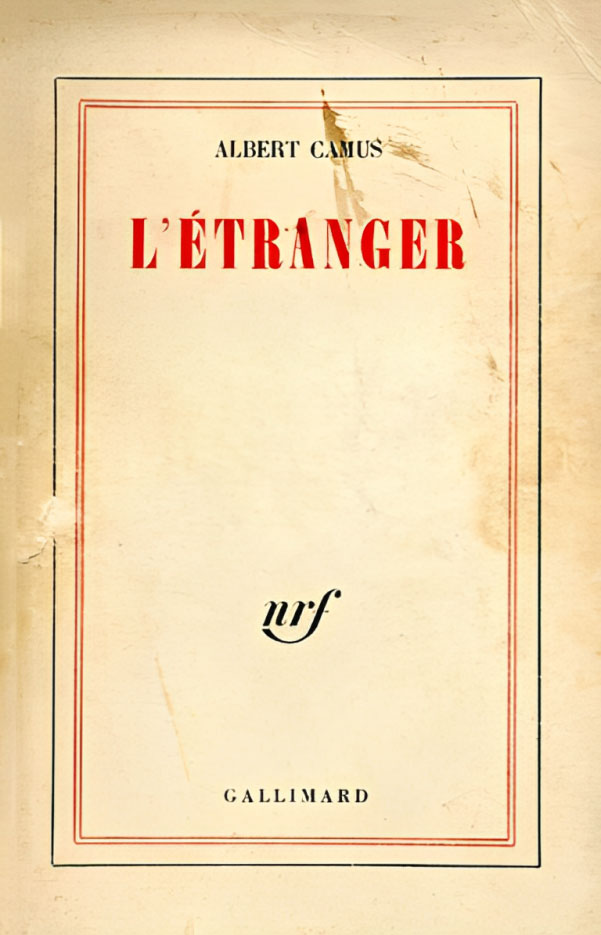
غلاف رواية "الغريب"

- الرجل السعيد (وهي سيرة ذاتية عن حياته في الجزائر)[40]

## مقالات
- أسطورة سيزيف
- L’Envers et l’endroit – 1937 تم نشره أولاً في الجزائر بواسطة إدموند شارلو عام 1937، وهو مجموعة من خمسة مقالات/جزء تأملي مستقل، ويُعدّ أول عمل منشور باسمه. أعاد كامو نشره عام 1958 بتمهيد يشير إليه كمصدر فلسفته الأولى .
- Noces ("الزفاف") – 1938
- Le Mythe de Sisyphe – 1942
- L’Homme révolté – 1951
- Réflexions sur la guillotine – 1957
- Chroniques algériennes – 1958
- L’été – مقالات 1939–1954
- Neither Victims nor Executioners – 1946
- Why Spain? – 1948
- Resistance, Rebellion and Death (Lettres à un ami allemand) – 1960
- Create Dangerously – محاضرة 1957
- The Crisis of Man – محاضرة 1946

## مسرحياته
- كاليجولا
- سوء تفاهم

الحصار
العادلون

## إعمال مفقودة بشكل كامل او جزئي

### 1. "Révolte dans les Asturies" (ثورة في أستورياس)
- التاريخ: 1935–1936
- الحالة: مفقودة جزئيًا، مطبوعة بنسخة محدودة (500 نسخة).
- الأهمية: عمل ثوري مبكر يُظهر التزام كامو السياسي والاجتماعي.
- البحث: مكتبات BNF، أرشيف شارلو، أرشيفات جزائرية.

### 2. "Beriha ou le rêveur" (بريحا أو الحالم)
- التاريخ: حوالي 1932
- الحالة: شبه مفقودة، نشرت في مجلة "Sud" الجزائرية.
- الأهمية: أقدم محاولة أدبية معروفة لكامو.

### 3. "La Maison mauresque" (البيت الموري)
- التاريخ: 1934–1936 (مشروع غير مكتمل)
- الحالة: مفقود كليًا (مذكور فقط في رسائل كامو).
- الأهمية: توثيق لتجربة كامو الاجتماعية في حي القصبة بالجزائر.

### 4. "Le Premier Homme" (الرجل الأول)
- التاريخ: 1959–1960
- الحالة: منشور جزئيًا بعد وفاته (1994).
- الأهمية: سيرة ذاتية فلسفية وإنسانية لكامو.

### 5. "Manuscrits politiques perdus" (المخطوطات السياسية الضائعة)
- التاريخ: الحرب العالمية الثانية
- الحالة: مفقودة، ذُكرت في رسائل كامو.
- الأهمية: توثيق لموقف كامو المناهض للاستبداد النازي وحكومة فيشي.

## روابط خارجية
- ألبير كامو على موقع IMDb (الإنجليزية)
- ألبير كامو على موقع الموسوعة البريطانية (الإنجليزية)
- ألبير كامو على موقع مونزينجر (الألمانية)
- ألبير كامو على موقع قاعدة بيانات الأفلام العربية
- ألبير كامو على موقع ألو سيني (الفرنسية)
- ألبير كامو على موقع ميوزك برينز (الإنجليزية)
- ألبير كامو على موقع قاعدة بيانات برودواي على الإنترنت (الإنجليزية)
- ألبير كامو على موقع إن إن دي بي (الإنجليزية)
- ألبير كامو على موقع ديسكوغز (الإنجليزية)
- ألبير كامو على موقع قاعدة بيانات الفيلم (الإنجليزية)